# András Berkesi
András Berkesi (numele adevărat András Bencsik ), (n. Budapesta, 30 noiembrie 1919 –d. Budapesta 14 septembrie 1997) a fost un scriitor, romancier maghiar, autor de romane polițiste,  a fost protejatul regimului Kádár. Din anul 1945 a fost ofițer al poliției politice secrete al regimului comunist, activitatea sa fiind obiectul unor aprinse controverse literare și politice.
S-a remarcat prin cruzimea deosebita a interogatoriilor sale in cadrul politiei politice secrete, in timp ce romanele sale erau apreciate de cititorii care nu cunosteau fata ascunsa al lui Berkesi András.